# Kimberley Walsh
Kimberley Jane Walsh (ur. 20 listopada 1981 w Bradford) – brytyjska piosenkarka, aktorka, a także członkini zespołu Girls Aloud.
W 2002 roku wraz z koleżankami Nadine Coyle, Sarah Harding, Nicola Roberts oraz Cheryl Cole wzięła udział w programie Popstars: The Rivals, który emitowany był w 2002 roku w Wielkiej Brytanii. Po długich zmaganiach wygrały program.
W 2003 roku Girls Aloud wydały album Sound of the underground, który sprzedał się w 300 tys. egzemplarzy i zyskał miano platynowej płyty.
Od 24 października 2015 do 2 stycznia 2016 Walsh zagrała razem z Benem Fosterem w musicalu Elf w londyńskim Dominion Theatre.

## Wybrana filmografia
- 2011: Koszmarny Karolek jako Piskliwa Paulisia
- 2006: Being Frank jako ona sama
- 2005: Girls Aloud: Home Truths jako ona sama
- 2004: Ministry of Mayhem jako ona sama
- 2001: Dream jako Tracy
- 2000: This Is Personal: The Hunt for the Yorkshire Ripper jako Gillian Oldfield
- 1999: Loose Women jako ona sama